# Bevrijdingsmonument (Meerhout)

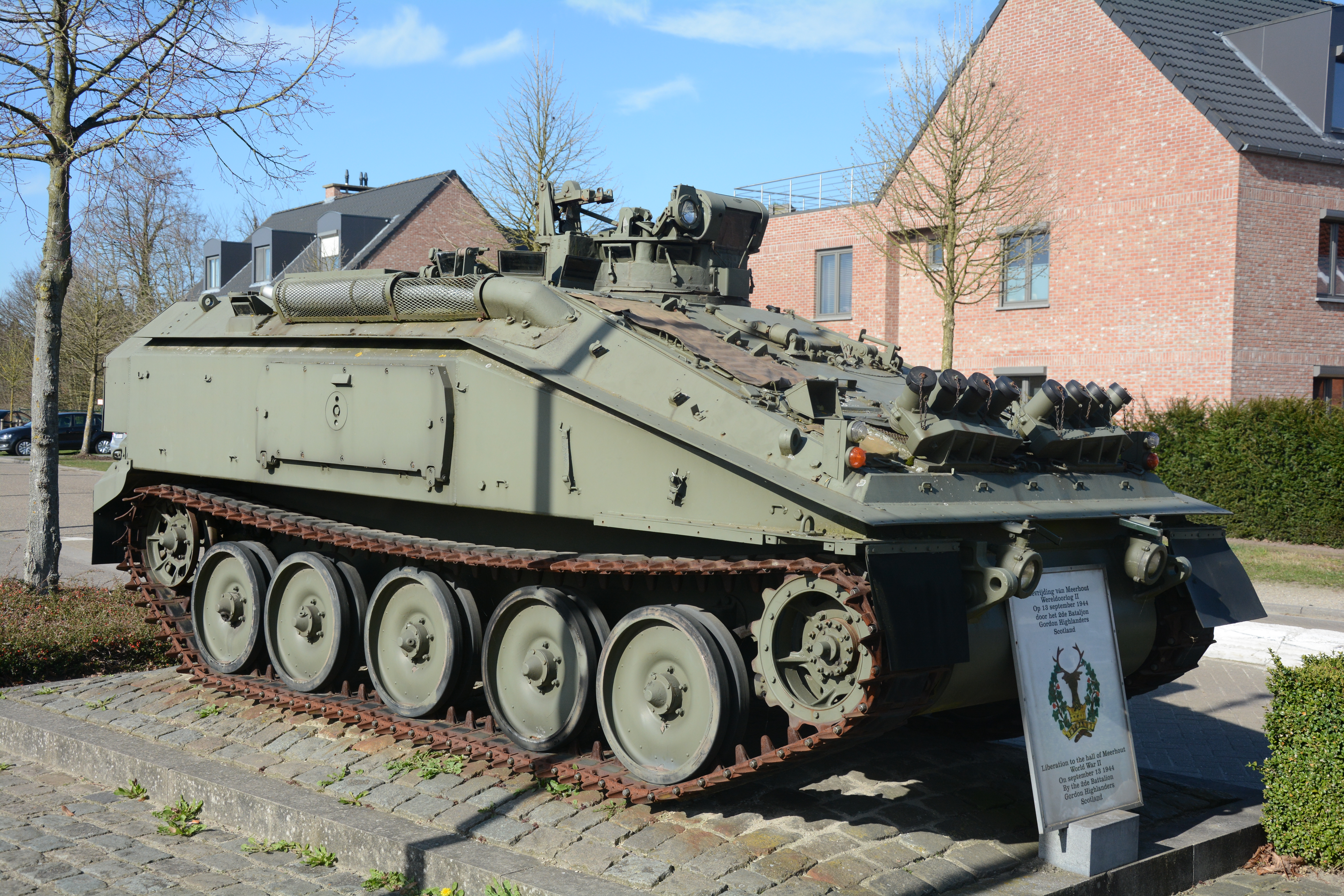
Tankmonument in Meerhout

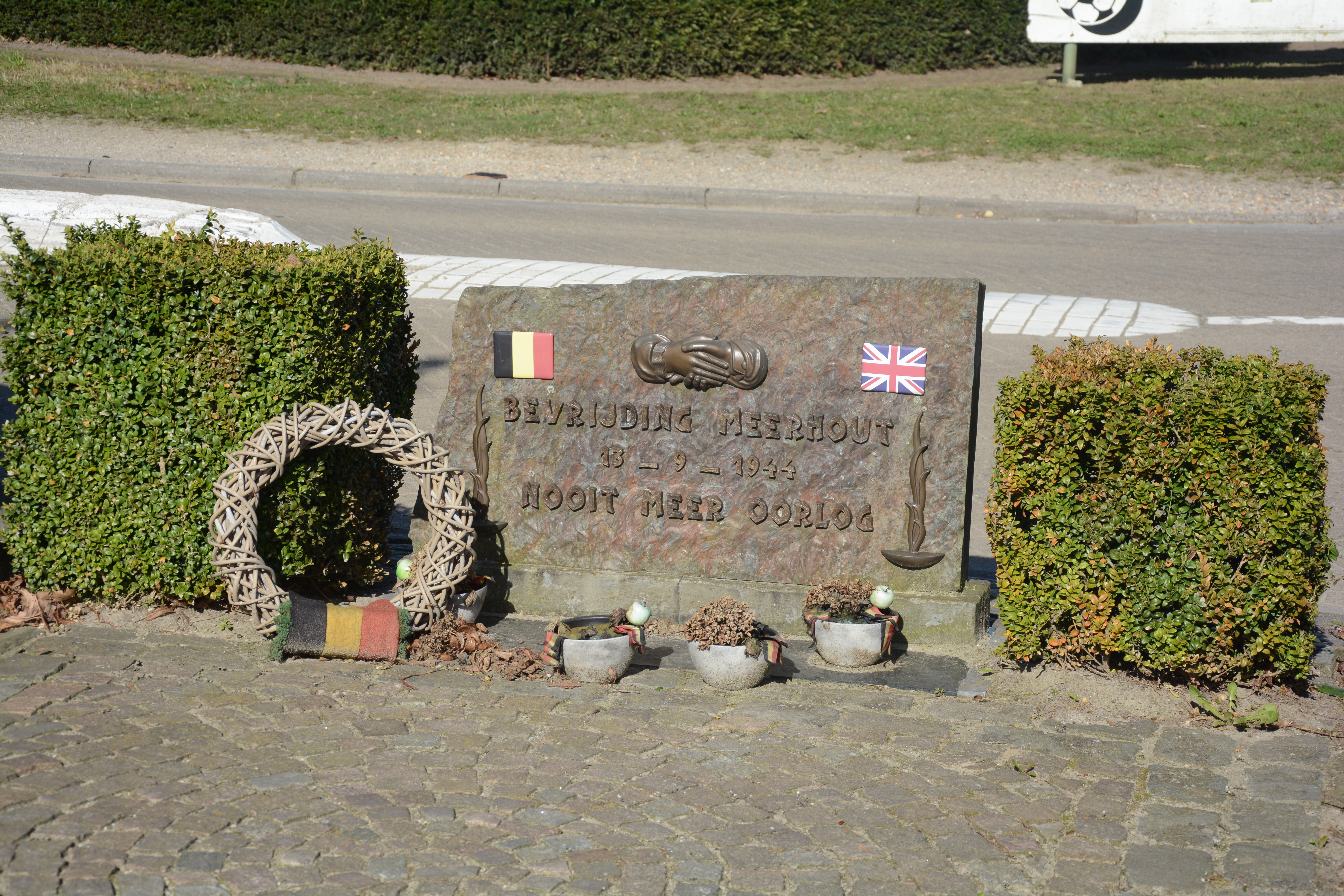
Steen bevrijdingsmonument

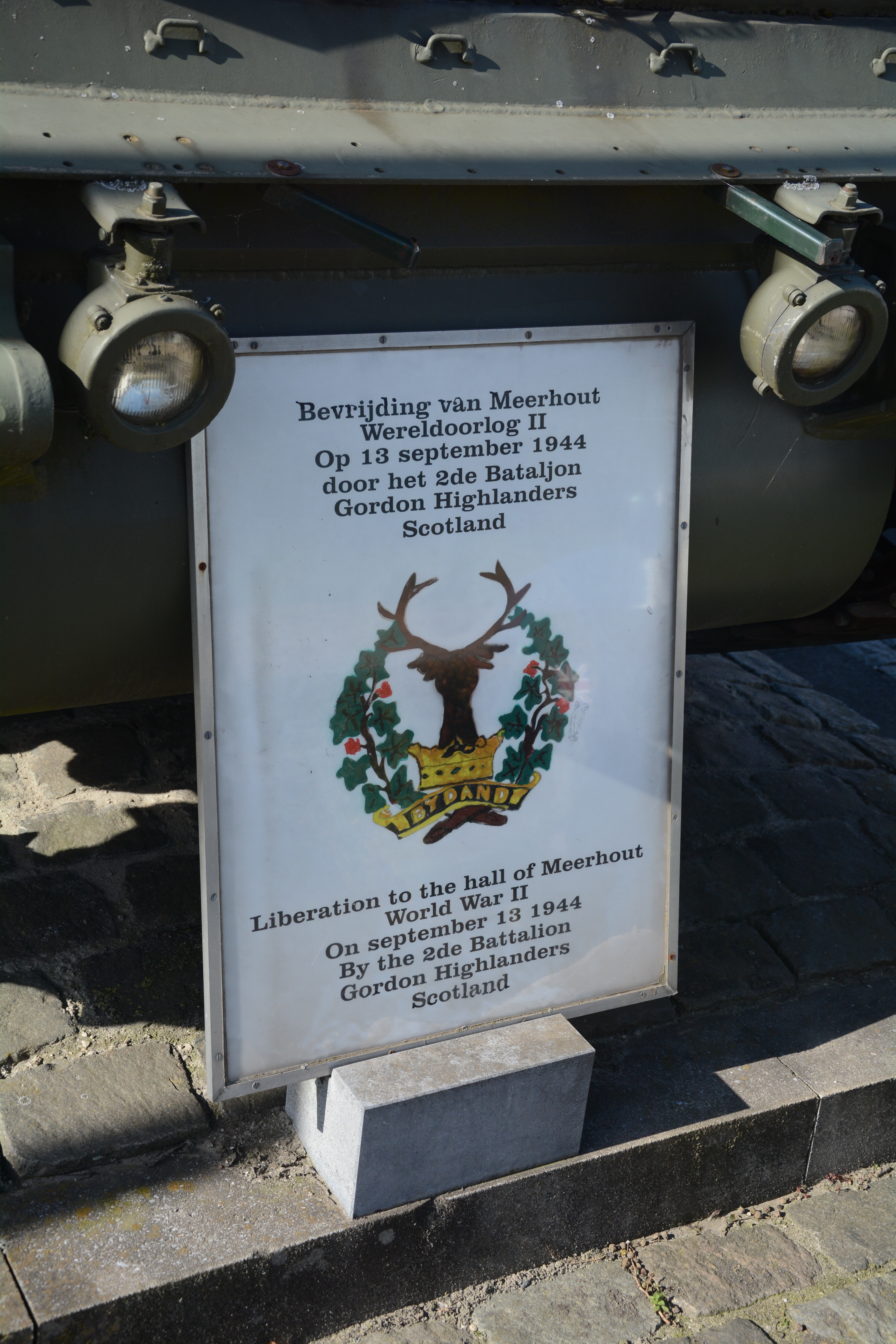
Plaquette

Het Bevrijdingsmonument is een oorlogsmonument in de Belgische gemeente Meerhout. Dit tankmonument staat aan de Bevrijdingslaan (N102) en de Sportlaan in het zuidwesten van de plaats. 

## Geschiedenis
Op 13 september 1944 werd tijdens de Tweede Wereldoorlog Meerhout door het geallieerde 2de Bataljon Gordon Highlanders Scotland bevrijd van de Duitse bezetting.
Na de oorlog werd hier een monument opgericht ter herdenking. Het voertuig is een Brits pantserinfanterievoertuig van het type FV103 Spartan. Het dateert echter uit de jaren '70 en heeft geen rol gespeeld in de bevrijding van het dorp. Meerhout had bij het Koninklijk Museum van het Leger en de Krijgsgeschiedenis wel zo'n WO II-voertuig aangevraagd, een Bren Gun Carrier, maar moest het doen met deze modernere versie van dit voertuig.